# 5395 Shosasaki
5395 Shosasaki eller 1988 RK11 är en asteroid i huvudbältet som upptäcktes den 14 september 1988 av den amerikanska astronomen Schelte J. Bus vid Cerro Tololo. Den är uppkallad efter Sho Sasaki.